# Schirokopolje (Kaliningrad, Gussew)
Schirokopolje (russisch Шигокополье, deutsch Stimbern) ist ein verlassener Ort im Rajon Gussew der russischen Oblast Kaliningrad.
Die Ortsstelle befindet sich drei Kilometer südöstlich von Meschduretschje (Kauschen).

## Geschichte

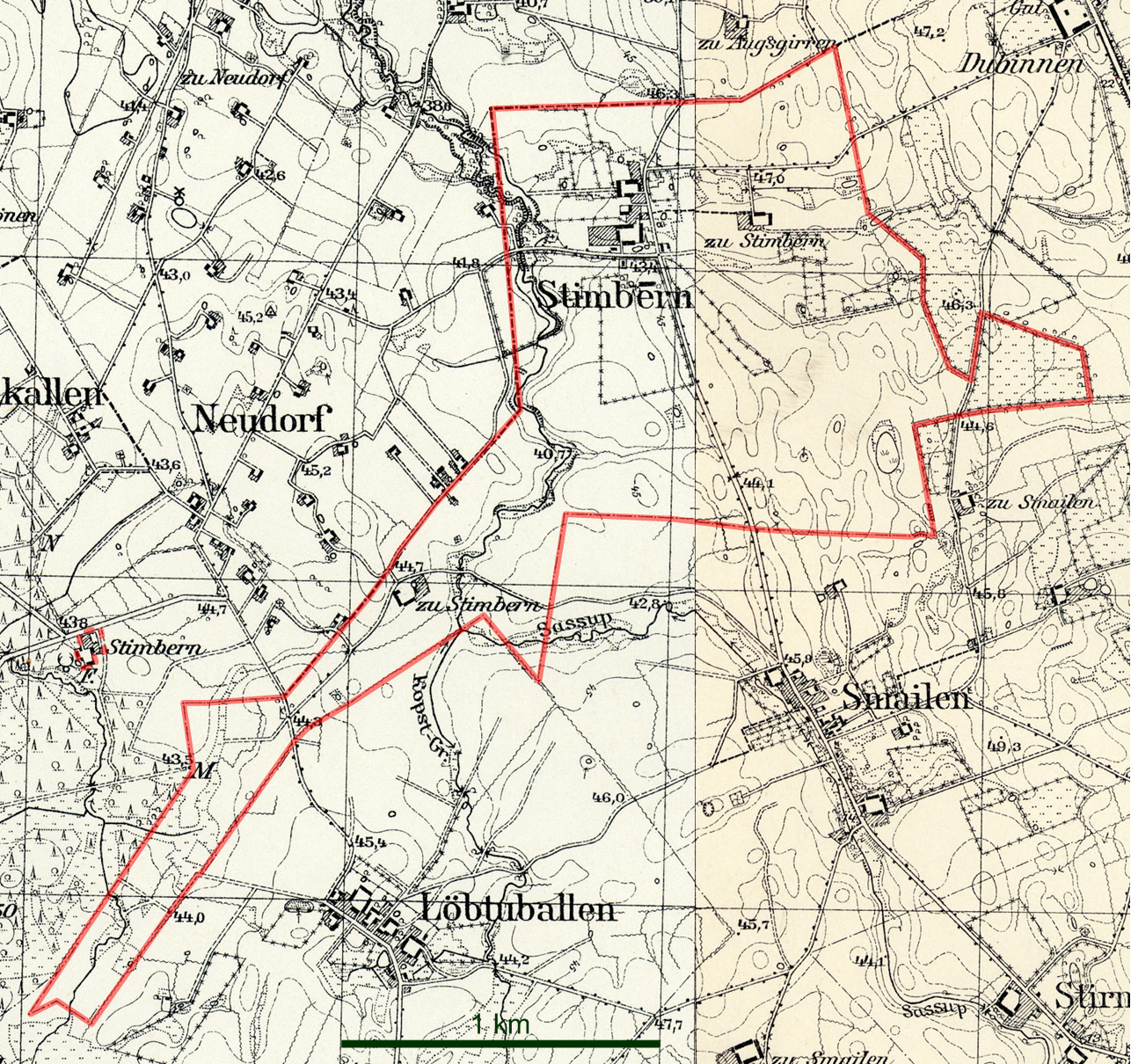
Die Gemeinde Stimbern auf zwei Messtischblättern von 1936

Stimbern war im 18. Jahrhundert ein Schatulldorf. Im Laufe des 19. Jahrhunderts wurde für den Ort der Name Groß Stimbern üblich, zur Unterscheidung von einer am Rande des Tzullkinner Forsts (heute Maisko-Krasnopoljanski sakasnik) gelegenen Försterei, die mit Klein Stimbern bezeichnet wurde (54° 45′ 41″ N, 22° 8′ 0″ O).
1874 wurde die Landgemeinde Groß Stimbern dem neu gebildeten Amtsbezirk Stimbern im Kreis Pillkallen zugeordnet. Das Groß wurde in der Folge allerdings oft auch weggelassen. 1929 wurde die Försterei Klein Stimbern aus dem Gutsbezirk Stimbern, Forst ausgegliedert und an die Landgemeinde Groß Stimbern angeschlossen. 1935 wurde die Landgemeinde Groß Stimbern offiziell (wieder) in Stimbern umbenannt.
1945 kam der Ort in Folge des Zweiten Weltkrieges mit dem nördlichen Ostpreußen zur Sowjetunion. 1947 erhielt er den russischen Namen Schirokopolje (zu deutsch etwa Breites Feld) und wurde gleichzeitig dem neu gebildeten Dorfsowjet Maiski selski Sowet im Rajon Gussew zugeordnet. Der Ort wurde vor 1975 aus dem Ortsregister gestrichen. Ob er nach 1945 überhaupt wiederbesiedelt wurde, ist allerdings unbekannt.

### Einwohnerentwicklung
| Jahr | Einwohner | Bemerkungen                    |
| ---- | --------- | ------------------------------ |
| 1867 | 94        |                                |
| 1871 | 89        | In Klein Stimbern zusätzlich 8 |
| 1885 | 104       | In Klein Stimbern zusätzlich 4 |
| 1905 | 71        | In Klein Stimbern zusätzlich 5 |
| 1910 | 66        |                                |
| 1933 | 48        | Mit Klein Stimbern             |
| 1939 | 57        |                                |

### Amtsbezirk Stimbern 1874–1945
Der Amtsbezirk Stimbern wurde 1874 im Kreis Pillkallen eingerichtet. Er bestand zunächst aus zehn Landgemeinden (LG) und drei Gutsbezirken (GB).
| Name                  | Änderungsname von 1938 | Russischer Name nach 1945 | Bemerkungen |
| --------------------- | ---------------------- | ------------------------- | --- |
| Birkenfelde (LG)      |                        | Beresino                  | 1928 zur LG Katharinenhof |
| Dubinnen (GB)         |                        |                           | 1928 zur LG Naujeningken |
| (Groß) Stimbern (LG)  |                        | Schirokopolje             | |
| Katharinenhof (GB)    |                        |                           | seit 1928 LG |
| Klein Pillkallen (LG) | Kleinschloßberg        |                           | |
| Löbtuballen (LG)      | Löbaugrund             | Schukowskoje              | |
| Naujeningken (LG)     | Nauningen              | Chutorskoje               | |
| Papreadupchen (LG)    |                        |                           | 1909 auf die LGn Löbtuballen, Sassupönen und Smailen aufgeteilt |
| Quetschlauken (LG)    |                        |                           | 1928 zur LG Katharinenhof |
| Sassupönen (LG)       | Sassenbach             |                           | |
| Smailen (LG)          | Kleinsorge             | Alexandrowka              | zunächst auch Smeilen geschrieben |
| Stimbern, Forst (GB)  |                        |                           | Wurde zunächst auch mit Tzullkinnen, Oberförsterei, Anteil Kreis Pillkallen bezeichnet. Hieß seit 1929 Eichwald, Anteil Kreis Pillkallen. Dazu gehörte die Försterei Klein Stimbern, die 1929 in die LG Groß Stimbern eingemeindet wurde. |
| Stirnlaugken (LG)     | Stirnen                |                           | |

1935 wurden die Landgemeinden in Gemeinden umbenannt. Im Oktober 1944 umfasste der Amtsbezirk Stimbern noch die acht Gemeinden Katharinenhof, Kleinschloßberg, Löbaugrund, Nauningen, Sassenbach, Smailen, Stimbern und Stirnen und den Gutsbezirk Eichwald, Anteil Kreis Schloßberg (Ostpr.). Die ehemaligen Gemeinden sind alle verlassen.

## Kirche
Stimbern gehörte zum evangelischen Kirchspiel Mallwischken.